# Riley (cràter)
Riley és un cràter d'impacte en el planeta Venus de 20,2 km de diàmetre. Porta el nom de Margaretta Riley (1804-1899), botànica anglesa, i el seu nom va ser aprovat per la Unió Astronòmica Internacional el 1991.
El sòl del cràter es troba a 580 metres per sota de les planes que envolten el cràter. La vora del cràter s'eleva a 620 metres sobre la plana i 1.200 metres sobre el sòl del cràter. El pic central del cràter és de 536 metres d'alçada. El diàmetre del cràter és 40 vegades superior a la profunditat, donant lloc a un aspecte relativament poc profund